# Butterfly (canção de Mariah Carey)
"Butterfly" é uma canção gravada pela artista musical estadunidense Mariah Carey. Foi lançada em 1.º de dezembro de 1997 pela Columbia Records como o segundo single de seu sexto álbum de estúdio, Butterfly (1997). A música foi escrita e produzida por Carey e Walter Afanasieff. "Butterfly" é uma balada pop que combina elementos de R&B e música gospel. Carey originalmente a concebeu como uma canção house com David Morales, intitulada "Fly Away". Depois de perceber como as letras eram pessoais e como elas poderiam se encaixar no álbum Butterfly, ela escreveu a faixa-título do álbum com Afanasieff. Nas letras da música, Carey canta para alguém, dizendo-lhe para abrir suas asas e abraçar o mundo por conta própria, como uma borboleta.
O videoclipe que acompanha "Butterfly" mostra Carey em uma casa abandonada, presa em uma vida desolada. À medida que o vídeo avança, ela sai, aparentemente pela primeira vez em anos, e corre para um prado próximo. No final, Carey pula uma cerca farpada e sai para o mundo a cavalo. As letras e o vídeo da música estavam diretamente ligados à vida pessoal de Carey na época. "Butterfly" foi cantada ao vivo no Late Show with David Letterman, no Saturday Night Live e em vários programas de televisão europeus. A música também fez parte permanente do set-list de sua turnê mundial Butterfly World Tour, que ocorreu durante 1998. Devido ao crescente conflito de Carey com a gravadora Columbia naquele momento, "Butterfly" nunca foi lançada comercialmente, prejudicando seu desempenho nos gráficos. O single teve um desempenho fraco nas paradas, chegando ao topo dos 20 primeiros na maioria dos países, exceto na Nova Zelândia, onde alcançou o número 15.

## Antecedentes
Durante a gravação de Butterfly, Carey estava no meio de sua separação do marido, Tommy Mottola. Enquanto escrevia material para o álbum, ela escreveu uma música de house intitulada "Fly Away" com David Morales. Quando a música terminou, Carey sentiu que havia algo mais que ela poderia fazer com a música; as letras eram muito pessoais e se encaixavam perfeitamente em uma balada. Depois de refletir sobre o assunto, Carey reescreveu "Fly Away" em forma de balada, e incorporou novas letras e vocais.

Era 97, e eu estava saindo do meu casamento [com Tommy Mottola], que consumiu anos da minha vida. Eu estava escrevendo a música 'Butterfly', desejando que fosse o que ele me dissesse. Há uma parte que diz: "Aprendi que a beleza / tem que florescer à luz / cavalos selvagens correm desenfreados / ou seu espírito morre / você me deu coragem / para ser tudo o que posso / e realmente sinto ... [canta] e eu realmente sinto que seu coração o levará de volta para mim quando você estiver pronto para pousar." Neste momento, eu realmente pensei que estava voltando para o casamento; eu não pensei que iria embora para sempre. Então, as coisas que aconteceram comigo durante esse tempo me fizeram não voltar. Se ele tivesse dito: 'Vá e seja você mesma, você está comigo desde criança, vamos nos separar por um tempo', provavelmente teria voltado".

A música foi nomeada "Butterfly" e se tornou a "balada favorita e mais sincera de Carey". Suas letras eram muito pessoais, ligadas à vida pessoal e ao relacionamento de Carey com Mottola. Carey escreveu "Butterfly" para Mottola, esperando que ele dissesse seu conteúdo para ela, e que ela decidisse fazer o que era melhor para ela. Carey descreveu a música como "a melhor balada que ela já havia escrito" e a creditou como o epítome de sua magnum opus, o álbum Butterfly.

## Composição
"Butterfly" é uma balada pessoal, incorpora música pop e R&B além de interpolações do gospel. Incorpora notas de piano e bateria, incluindo batidas fortes e
grooves.. Como parte de "estratificar a música", os vocais de fundo são apresentados em todo o refrão e seções da ponte. Ele está situado no tempo comum de assinatura, e está escrito na clave de G♭major. Apresenta uma base progressão da corda de A♭-F♭-1. O alcance vocal de Carey na música abrange desde a nota de G3 até a nota alta de A6; as peças de piano e violão variam de A3 a A{5 A música contém letras de coral escritas por Carey, que produziu a melodia e o refrão da música. Além de ajudar na escrita e na progressão dos acordes, Afanasieff co-organizou e produziu a faixa também. Em sua crítica para o álbum, David Browne comentou a letra e a mensagem da música "A música-título, uma fatia do gospel pop florido, explora o antigo tema se você ama alguém, liberta-a; não é impossível interpretar essas letras e associar como se estivesse descrevendo sua vida ao lado do supostamente controlador Mottola.

## Recepção crítica
Paul Verna, da Billboard, deu uma crítica positiva à música, escrevendo "a adorável 'Butterfly' é o clássico Carey, desde a instrumentação de baladas e cantos de coral até a performance da diva, que quebra a vidraça". Verna concluiu sua resenha da música "No entanto, isso não implica que ela esteja cobrindo um terreno velho e duro. A notável maturidade em suas letras e o calor mundano de seu vocal refletem o crescimento que ela sempre se esforçou para alcançar". Rick Juzwiak, do Slant, deu uma crítica mista à música, mas achou que era uma parte essencial da transição vocal e musical de Carey. Juzwiak escreveu: "A agonizantemente lenta 'Butterfly', com seu refrão previsível e mensagem do tipo "se voltar ao que deveria ser", teria sido um tropeço ignorável. Aqui, é um espetáculo para espiar. Os ecos de seu relacionamento recentemente fracassado com Mottola ricocheteiam nos vitrais baratos da música gospel e depois se confundem, para que pareça um documento insano da Síndrome de Estocolmo". No entanto, ele sentiu que a música era uma parte importante do álbum, "Não é apenas um assunto que eleva 'Butterfly' acima do melodrama habitual de Carey. A sua entrega vocal e sua vontade de experimentar ajudaram a definir o álbum, então é apenas apropriado que a faixa-título seja a primeira de muitas a mostrar a tão debatida 'voz sussurrada' da cantora".

## Desempenho comercial
"Butterfly" foi um sucesso moderado nas paradas, apresentando fraco desempenho em muitos mercados importantes da música. Nos Estados Unidos, a música chegou ao Hot 100 Airplay, chegando ao número dezesseis. No Canadá, a música entrou no RPM Singles Chart no número 57 da edição RPM de 3 de novembro de 1997, e atingiu seu pico de número 22 em 1 de dezembro de 1997. Estave presente no gráfico por um total de 14 semanas.
O sucesso da música na Europa também foi muito limitado, devido ao seu lançamento não comercial. No Reino Unido, a música entrou na parada de singles no seu pico de 22, na semana de 13 de dezembro de 1997. "Butterfly" permaneceu na parada por seis semanas, ficando fora da parada na semana de 17 de janeiro de 1998. Na França e nos Países Baixos, a música atingiu o número 43 e 52, respectivamente. Na Austrália, "Butterfly" alcançou o top 40, chegando ao número 27 e passando um total de dez semanas na parada. "Butterfly" alcançou o número 15 na Nova Zelândia, passando sete semanas no gráfico. "Butterfly" foi indicado ao Grammy Awards de 1998 para Best Female Pop Vocal Performance, mas perdeu para "Building a Mystery", de Sarah McLachlan.

## Vídeo musical

Durante uma cena do videoclipe, Carey, abraça um cavalo

O videoclipe do single foi co-dirigido por Carey e Daniel Pearl. Foi inspirado no jogo Baby Doll de Tennessee Williams um sonho que Carey teve uma noite. O vídeo começa com cenas de um homem saindo de casa uma manhã cedo; apenas seus pés são mostrados. Carey é vista pela primeira vez residindo na casa abandonada, no meio de um grande prado. Ela acorda, triste e deprimida, vestindo roupas surradas e desgrenhadas. Enquanto desce as escadas, Carey se senta na escada, lamentando em agonia por sua solidão. Quando o vídeo chega ao clímax, Carey é vista finalmente saindo do vestíbulo, aparentemente pela primeira vez em muitos anos, escapando da miséria que uma vez chamou de lar. Quando ela chega aos arredores da propriedade, Carey monta um cavalo, que a ajuda a pular a cerca farpada. Depois de sair, Carey é vista sorrindo pela primeira vez no vídeo, enquanto renuncia os braços no ar.
O vídeo fez muitas comparações com os rumores do casamento deteriorado de Carey na época. A autora Chris Nickson sentiu que o vídeo, como a música, serviu como uma metáfora para as coisas que estavam acontecendo em sua vida na época. Circulavam boatos de que Mottola era controlador, abusivo e até monitoraria os telefonemas de Carey. Por esse motivo, ela é retratada com roupas e cabelos esfarrapados no vídeo, com os momentos finais mostrando sua fuga. Caracteriza Carey finalmente deixando o casamento solitário e abusivo do qual ela já fez parte, e finalmente se libertando no mundo exterior. Ao contrário do vídeo, a letra falava em libertar seu ente querido, porque é a melhor coisa para eles; mostrando que seu amor pela pessoa deve ser maior que sua própria felicidade.

## Apresentações ao vivo

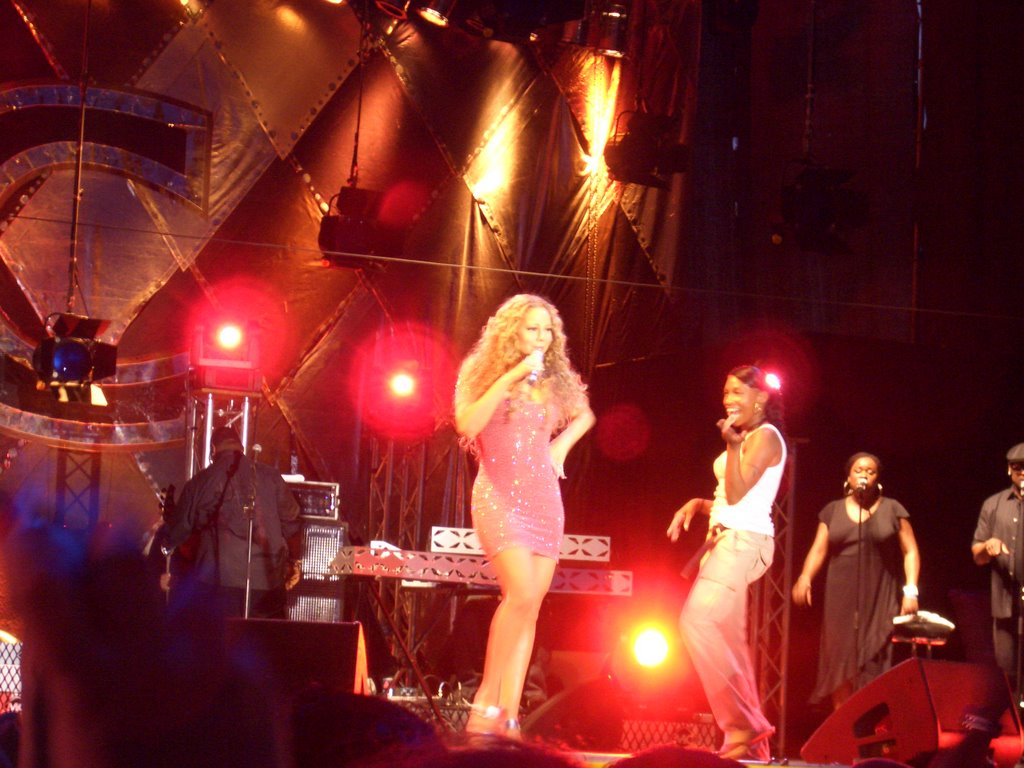
Carey performando "Butterfly" na Alemanha, durante uma apresentação da Adventures of Mimi

Carey apresentou "Butterfly" em vários programas de televisão americanos e europeus. Nos EUA, Carey apresentou a música ao vivo no Late Show with David Letterman, antes de uma entrevista. Carey usava um vestido preto de comprimento médio para a apresentação e estava acompanhada por três cantores, Walter Afanasieff no piano e Randy Jackson tocando baixo. Em 15 de novembro, Carey apresentou a música ao vivo no Saturday Night Live, ao lado de "My All". A apresentação contou com os mesmos músicos no set, com exceção de Afanasieff, que estava ausente. Em 12 de setembro, Carey cantou "Butterfly" ao vivo no The Oprah Winfrey Show, ao lado de seu hit anterior, Hero". Para sua aparência, Carey usava uma saia curta azul e apresentava uma série de cantores gospel de apoio. Na Europa, Carey tocou a música no popular game alemão, Wetten, dass..?, apresentava apenas três mulheres cantando no fundo. Na França, Carey visitou o talk show, "The Hit Machine", onde ela cantou a música também. Depois de completar a canção, Carey recebeu aplausos de pé.
A música foi cantada durante sua Butterfly World Tour em 1998, parte do set list de todos os shows. Para as apresentações no Japão, Carey vestiu um longo vestido esvoaçante e contou com cantores de apoio. Durante a performance, grandes imagens de borboletas foram projetadas no telão atrás dela. As apresentações serviram como uma das músicas finais do set-list. Adereços e configurações similares foram usados para os seguintes shows da turnê, com a adição no "Fly Away (Butterfly Reprise)" no final do show. Nas turnês subsequentes, o refrão da música foi tocado pela banda e cantado pelos vocais de fundo no final de cada show, quando Carey saía do palco. No Angels Advocate Tour, uma versão instrumental foi tocada como introdução, enquanto Carey entrava no palco. "Fly Away (Butterfly Reprise)" foi apresentada como a introdução dos shows de Carey durante sua segunda residência de concertos em Las Vegas, The Butterfly Returns (2018) para combinar com seu tema.

## Listagens de faixas
CD Single
1. "Butterfly" – 4:34
2. "Fly Away (Butterfly Reprise)" – 3:49

12" Single
1. "Fly Away (Butterfly Reprise) (Fly Away Club Mix)" – 9:52
2. "Fly Away (Butterfly Reprise) (Def 'B' Fly Mix)" – 8:46
3. "Fly Away (Butterfly Reprise)" – 3:49
4. "Butterfly" – 4:34

## Créditos e equipe
Créditos adaptados das notas do encarte de Butterfly.
- Mariah Carey – co-produção, composição, vocais
- Walter Afanasieff – composição, co-produção

## Desempenho nas paradas musicais
| Tabela musical (1997)                         | Melhor posição |
| --------------------------------------------- | -------------- |
| Alemanha (Official German Charts)             | 76             |
| Austrália (ARIA)                              | 27             |
| Bélgica (Ultratip Bubbling Under de Flandres) | 5              |
| Canadá (Nielsen BDS Airplay Chart)            | 16             |
| Canadá (RPM Singles Chart)                    | 22             |
| Canadá (RPM Adult Contemporary)               | 23             |
| Escócia (Scottish Singles Chart)              | 36             |
| Estados Unidos (Billboard Radio Songs)        | 16             |
| Estados Unidos (Billboard Adult Contemporary) | 11             |
| Estados Unidos (Billboard Adult Top 40)       | 35             |
| Estados Unidos (Billboard Dance Club Songs)   | 13             |
| Estados Unidos (Billboard Mainstream Top 40)  | 14             |
| Estados Unidos (Billboard Rhythmic)           | 8              |
| Estados Unidos (Billboard Tropical Airplay)   | 19             |
| Europa (European Hot 100 Singles)             | 61             |
| França (SNEP)                                 | 43             |
| Nova Zelândia (Recorded Music NZ)             | 15             |
| Países Baixos (Single Top 100)                | 52             |
| Reino Unido (UK Singles Chart)                | 22             |
| Reino Unido (OCC UK R&B)                      | 5              |
| Suécia (Sverigetopplistan)                    | 24             |

| Tabela musical (1997)           | Melhor posição |
| ------------------------------- | -------------- |
| Canadá (RPM Adult Contemporary) | 89             |